# Liste der Biografien/Deg
Liste der Biografien |
Portal Biografien |
Personensuche
# |
A |
B |
C |
D |
E |
F |
G |
H |
I |
J |
K |
L |
M |
N |
O |
P |
Q |
R |
S |
T |
U |
V |
W |
X |
Y |
Z |
?
 
Da |
Db |
Dc |
Dd |
De |
Dg |
Dh |
Di |
Dj |
Dk |
Dl |
Dm |
Dn |
Do |
Dq |
Dr |
Ds |
Du |
Dv |
Dw |
Dy |
Dz
 
De A |
De B |
De C |
De D |
De E |
De F |
De G |
De H |
De J |
De K |
De L |
De M |
De N |
De P |
De Q |
De R |
De S |
De T |
De V |
De W |
De Y |
De Z 

Dea |
Deb |
Dec |
Ded |
Dee |
Def |
Deg |
Deh |
Dei |
Dej |
Dek |
Del |
Dem |
Den |
Deo |
Dep |
Deq |
Der |
Des |
Det |
Deu |
Dev |
Dew |
Dex |
Dey |
Dez
Die Liste der Biografien führt alle Personen auf, die in der deutschsprachigen Wikipedia einen Artikel haben. Dieses ist eine Teilliste mit 334 Einträgen von Personen, deren Namen mit den Buchstaben „Deg“ beginnt.

## Deg

### Dega
- DeGaetano, Robert (1946–2015), US-amerikanischer Pianist und Komponist
- Degaita, Mika, griechisch-deutsche Pianistin
- DeGale, James (* 1986), englischer Boxer
- Degan, Costante (1930–1988), italienischer Politiker
- Degan, Julia (* 1981), australische Langstreckenläuferin
- Degan, Raz (* 1968), israelischer Schauspieler
- Degand, Thomas (* 1986), belgischer Radrennfahrer
- Deganello, Paolo (* 1940), italienischer Architekt und Designer
- Degani, Enzo (1934–2000), italienischer Gräzist
- Deganis, Jean-Luc (* 1959), französischer Basketballspieler
- Degano, Alois (1887–1960), deutscher Architekt und Baurat
- Degano, Enrico (* 1976), italienischer Radrennfahrer
- Degantz, Nicolaus, deutscher Arzt
- DeGarmo, Diana (* 1987), US-amerikanische Sängerin
- Degas, Edgar (1834–1917), französischer Maler und BildhauerEdgar Degas (1834–1917)

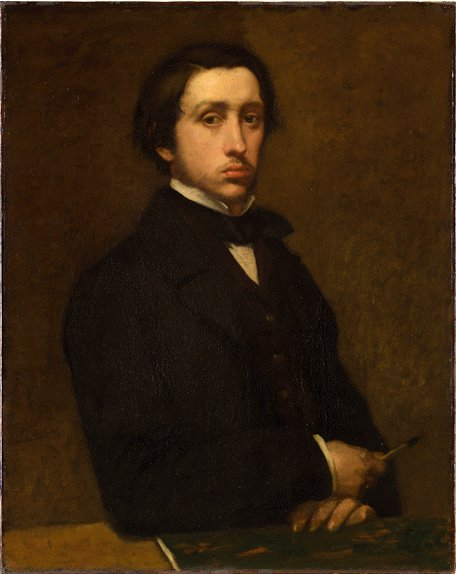
Edgar Degas (1834–1917)

- Degas, Jorge (* 1953), dänischer Bassist brasilianischer Abstammung
- Degasperi, Alessandro (* 1980), italienischer Triathlet
- Degasperi, Ernst (1927–2011), österreichischer Künstler
- Degasperi, Joachim (* 1982), italienischer Fußballspieler (Südtirol)
- Degats, Jacques (1930–2015), französischer Sprinter
- Degauchy, Lucien (1937–2022), französischer Politiker
- Degazon, Fred (1913–2008), dominicanischer Politiker

### Degb
- Degbeon, Ama (* 1995), deutsche Basketballspielerin

### Dege
- Dege, Albert (* 1831), deutscher Gutsbesitzer und Politiker
- Dege, Hannelore (* 1937), deutsche Medizinerin
- Dege, Hansi (1887–1972), deutsche Bühnen- und Filmschauspielerin
- Dege, Waldemar (1934–1999), deutscher Mathematiker, Fachübersetzer, populärwissenschaftlicher Autor, literarischer Übersetzer, Lyriker und Nachdichter in der DDR
- Dege, Wilhelm (1910–1979), deutscher Pädagoge und Wissenschaftler
- Degebrodt, Max (1885–1976), deutscher Landschaftsmaler
- DeGeest, Krista Marie (* 1990), US-amerikanische Volleyballspielerin
- Degeetere, Jules (1876–1957), belgischer Radrennfahrer
- Degefa, Worknesh (* 1990), äthiopische Langstreckenläuferin
- Degel, Hans (1907–1984), deutscher Politiker (KPD), MdL
- Degele, Eugen (1834–1886), deutscher Opernsänger der Stimmlage Bariton
- Degele, Nina (* 1963), deutsche Soziologin und Hochschullehrerin
- Degèle, Wilhelm August (* 1820), deutscher Daguerreotypist, Tanzlehrer und Herausgeber sowie Freimaurer
- Degeler, Friedrich (1902–1989), deutscher Politiker (CDU), MdL
- Degelmann, Christopher (* 1985), deutscher Althistoriker
- Degelo, Heinrich (* 1957), Schweizer Architekt
- Degelow, Carl (1891–1970), deutscher Offizier, Kampfflieger im Ersten Weltkrieg
- Degelow, Fritz (1892–1958), deutscher SS-Sturmbannführer und Kommandeur der Wachkompanie im KZ Dachau
- Degen, Alberich (1625–1686), deutscher Abt des Klosters Ebrach des Zisterzienserordens
- Degen, Alois (1912–1985), deutscher Jurist und Verwaltungsbeamter
- Degen, Anton (1920–1978), deutscher Politiker (SPD), MdL Bayern
- Degen, August (1850–1924), deutscher Agrarfunktionär sowie Politiker (Zentrum)
- Degen, Barbara (* 1941), deutsche Juristin, Frauenrechtsaktivistin, Feministin und Autorin
- Degen, Benjamin (1933–2013), Schweizer Politiker
- Degen, Bernard (* 1952), Schweizer Historiker
- Degen, Bernd (* 1947), deutscher Aquarianer
- Degen, Bob (* 1944), amerikanischer Jazz-Pianist
- Degen, Carl Ferdinand (1766–1825), deutscher Mathematiker
- Degen, Carlo (* 1988), deutscher Theater- und Fernsehschauspieler
- Degen, Celina (* 2001), österreichische Fußballspielerin
- Degen, Christoph (* 1980), deutscher Politiker (SPD), MdL
- Degen, David (* 1983), Schweizer FussballspielerDavid Degen (* 1983)

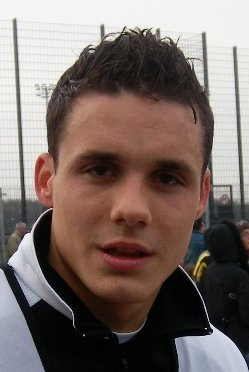
David Degen (* 1983)

- Degen, Dismar († 1753), niederländischer Maler
- Degen, Elisabeth (* 1971), deutsche Schauspielerin
- Degen, Erwin (1933–2012), deutscher Politiker (SPD), Bürgermeister
- Degen, Evelin (* 1966), deutsche Flötistin
- Degen, Ewald (1899–1983), deutscher kommunistischer Widerstandskämpfer
- Degen, Fedor (1814–1882), deutscher Apotheker und Friedensrichter
- Degen, Frank (* 1954), deutscher Politiker (REP), MdA
- Degen, Friedrich (1802–1850), deutscher Physiker, Chemiker und Geologe (Bergrat)
- Degen, Georges (1928–2008), Schweizer Politiker
- Degen, Hans (1899–1971), deutscher Offizier, zuletzt Generalleutnant im Zweiten Weltkrieg
- Degen, Heide (* 1937), deutsche Politikerin (CDU), MdL
- Degen, Heinrich (1902–1970), deutscher Kommunalpolitiker
- Degen, Helmut (1911–1995), deutscher Komponist
- Degen, Horst (1913–1996), deutscher MarineoffizierHorst Degen (1913–1996)

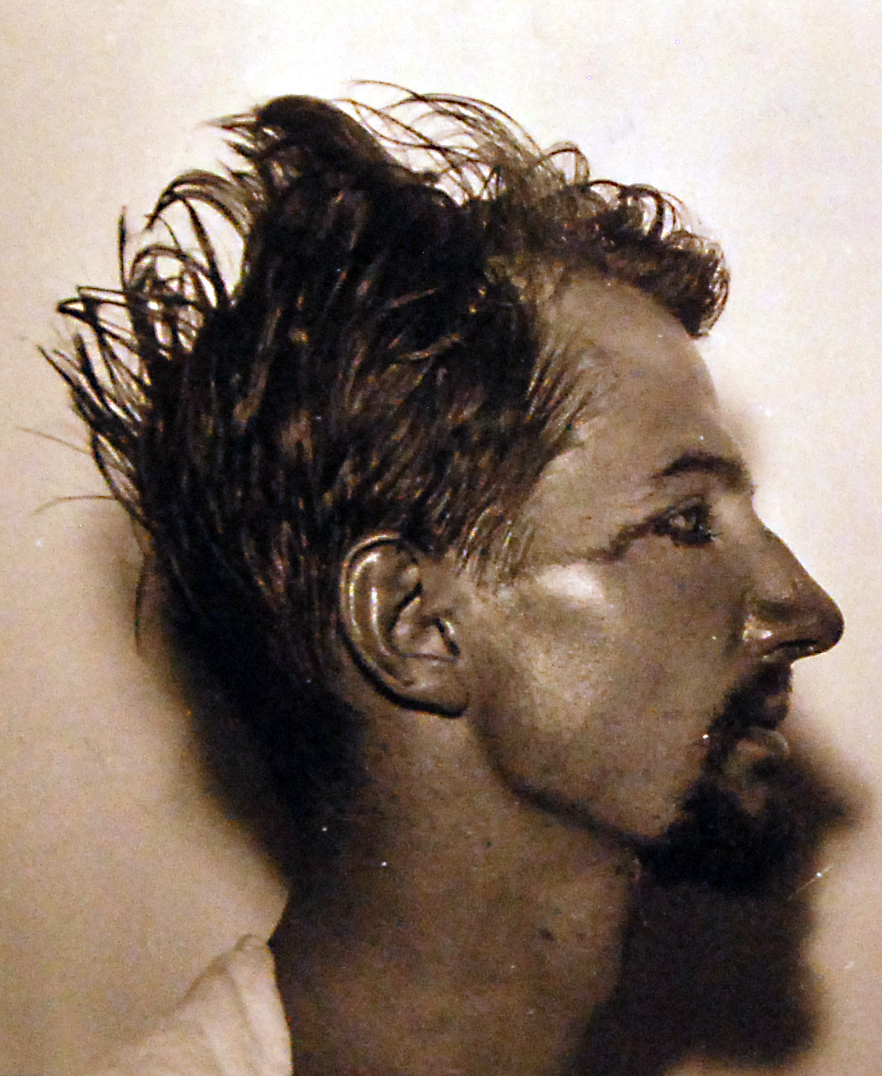
Horst Degen (1913–1996)

- Degen, Horst-Franz (* 1954), deutscher Fußballspieler
- Degen, Jacob (1900–1940), deutscher Kaufmann
- Degen, Jakob (1511–1587), deutscher Jurist, Mediziner, Philosoph und Metaphysiker
- Degen, Jakob (1760–1848), schweizerisch-österreichischer Uhrmacher, Erfinder und Flugpionier
- Degen, Jakob (1859–1947), bayerischer Verwaltungsbeamter
- Degen, Jeremias (* 1994), Schweizer Unihockeytrainer
- Degen, Johan Philip (1738–1789), deutscher Musiker, Porzellan- und Miniaturenmaler
- Degen, Johann († 1637), deutscher katholischer Priester, Organist und Komponist
- Degen, Johann (1849–1916), deutscher Bildhauer
- Degen, Johann Friedrich (1752–1836), deutscher Pädagoge, Philologe, Übersetzer und Lyriker
- Degen, Johannes (1941–2022), deutscher evangelischer Theologe
- Degen, Johannes (* 2007), deutscher Schauspieler
- Degen, Johannes Dietz (1910–1989), deutsch-schwedischer Musikwissenschaftler
- Degen, Jürgen (* 1967), deutscher Fußballspieler
- Degen, Konrad (1811–1884), deutscher Theaterschauspieler
- Degen, Louis († 1897), deutscher Eisenbahnunternehmer
- Degen, Manfred (1939–2022), deutscher Politiker (SPD), MdL
- Degen, Manfred (* 1957), deutscher Kirchenmusiker und Organist
- Degen, Marieke, deutsche Hörfunk- und Wissenschaftsjournalistin
- Degen, Michael (1928–2022), deutsch-israelischer Theater- und Filmschauspieler sowie Hörspielsprecher und SchriftstellerMichael Degen (1928–2022)

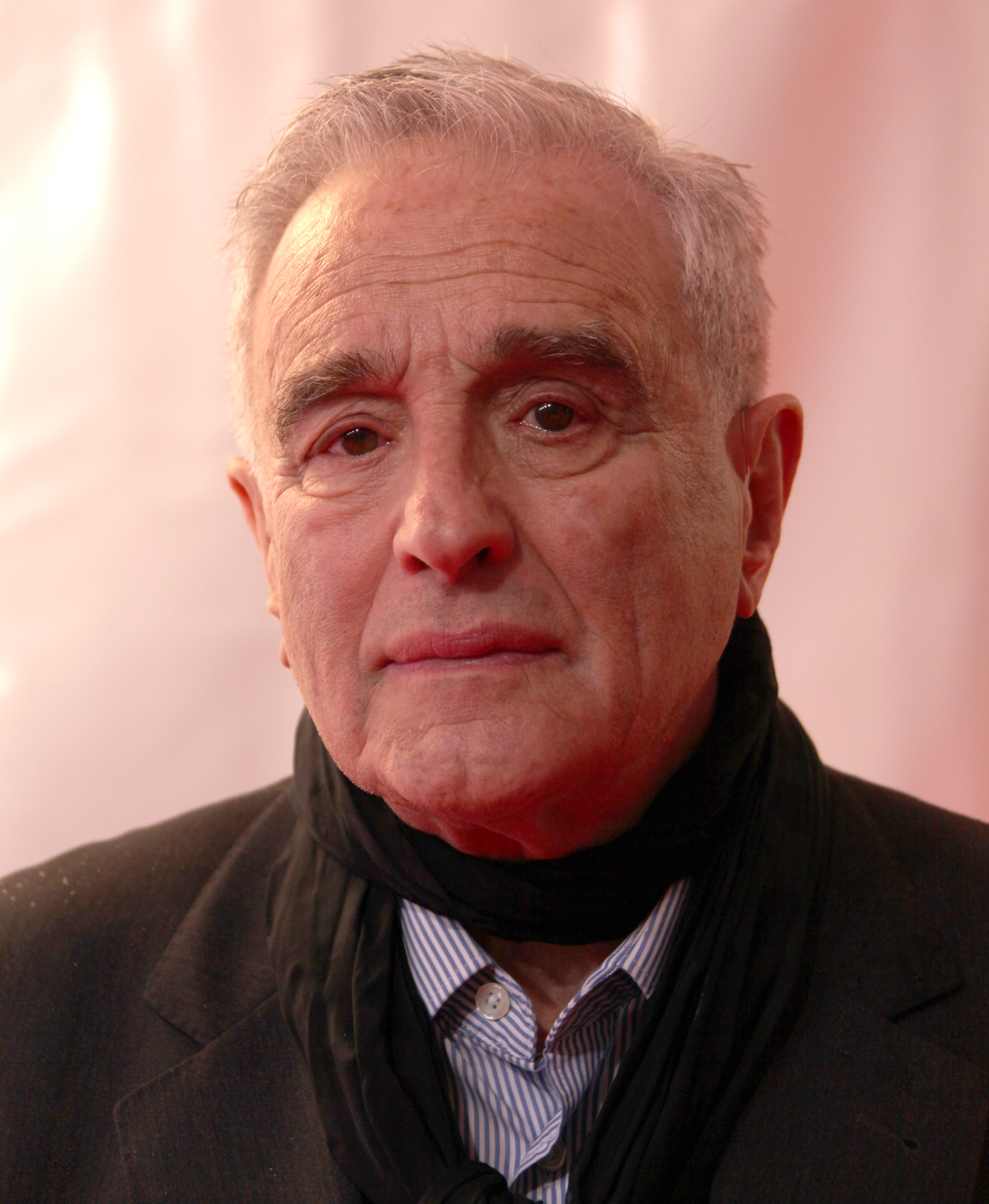
Michael Degen (1928–2022)

- Degen, Paul (1941–2007), Schweizer Illustrator, Karikaturist, Maler und Bildhauer
- Degen, Philipp (* 1983), Schweizer Fussballspieler
- Degen, Rainer (1941–2010), deutscher Semitist
- Degen, Richard (1872–1945), deutscher Jurist und Senatspräsident beim Bayerischen Obersten Landesgericht und Oberlandgericht München
- Degen, Rolf (1926–2012), deutscher Neuropädiater und Epileptologe
- Degen, Rolf (* 1950), Schweizer Politiker (FDP) des Kantons Appenzell Ausserrhoden
- Degen, Rolf (* 1953), deutscher Wissenschaftsjournalist
- Degen, Stefan (* 1981), Schweizer Politiker (FDP)
- Degen, Theodor Heinrich (* 1817), deutscher Verwaltungsjurist und preußischer Abgeordneter
- Degen, Valentin (1902–1961), deutscher römisch-katholischer Geistlicher, Caritas-Direktor
- Degen, Walter (1904–1981), Schweizer Politiker (BGB) und Veterinärmediziner
- Degen, Walther (1899–1995), deutscher Politiker (SPD), MdHB
- Degen, Wendelin (1932–2015), deutscher Mathematiker
- Degenaar, Ruud (1963–1989), niederländisch-surinamischer Fußballspieler
- Degenek, Miloš (* 1994), australisch-serbischer Fußballspieler
- Degener, Almuth (* 1958), deutsche Indologin
- Degener, Bernhard (1829–1903), Bürgermeister von Bocholt
- Degener, Carl (1900–1960), deutscher Jurist und Reiseunternehmer
- Degener, Eduard (1809–1890), deutscher Politiker und US-amerikanischer Politiker (Republikanische Partei), erster deutschstämmiger Kongressabgeordneter
- Degener, Gülşen (* 1968), türkische Karambolagespielerin
- Degener, Hans-Hermann (1930–2015), deutscher Destillateur, Kaufmann, Likörfabrikant und Bildender Künstler
- Degener, Herrmann A. L. (1874–1943), deutscher Verleger
- Degener, Joachim (1883–1953), deutscher Generalmajor im Zweiten Weltkrieg
- Degener, Johann Christian (1774–1854), braunschweigischer Amtsrat und Gründer von Degenershausen
- Degener, Johannes (1889–1959), deutscher Politiker (CDU), MdBB, MdB
- Degener, Karl (* 1943), deutscher Leichtathlet
- Degener, Kurt (1902–1978), deutscher evangelisch-lutherischer Geistlicher und Landessuperintendent
- Degener, Marc (1963–2004), deutscher Schauspieler und Synchronsprecher
- Degener, Matthias (* 1985), deutscher Rock-Gitarrist
- Degener, Otto (1899–1988), US-amerikanischer Botaniker
- Degener, Paul (1851–1901), deutscher Apotheker und Chemiker
- Degener, Richard (1912–1995), US-amerikanischer Wasserspringer
- Degener, Theresia (* 1961), deutsche Juristin und Hochschullehrerin
- Degener, Udo (* 1959), deutscher Schachkomponist
- Degener, Volker W. (* 1941), deutscher Schriftsteller
- Degener, Wilhelm (* 1953), deutscher Jurist
- DeGeneres, Ellen (* 1958), US-amerikanische Moderatorin, Komikerin, Schauspielerin und AutorinEllen DeGeneres (* 1958)

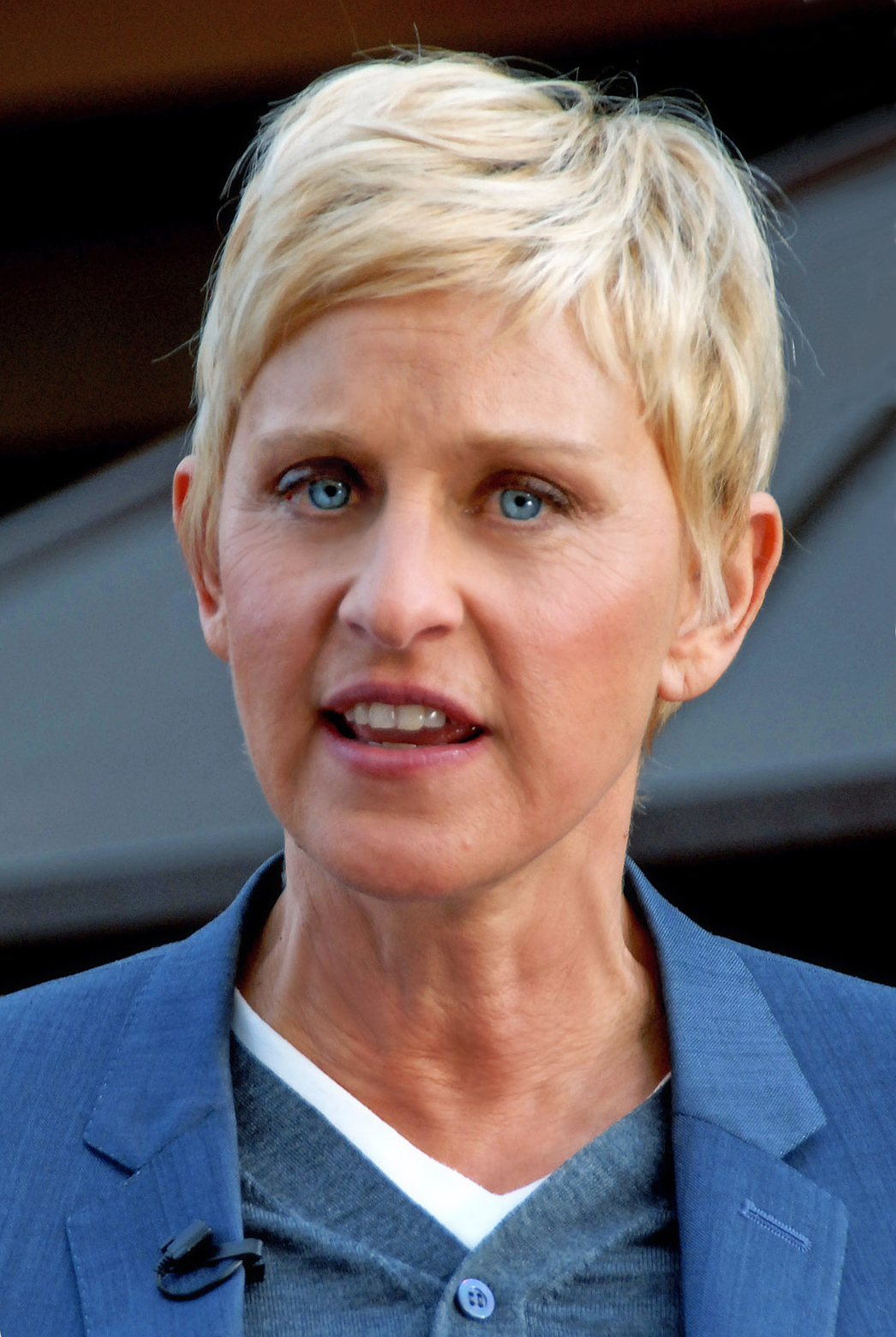
Ellen DeGeneres (* 1958)

- DeGenevieve, Barbara (1947–2014), US-amerikanische Künstlerin und Pädagogin
- Degenfeld, Alfred von (1816–1888), preußischer Generalleutnant und Politiker, MdR
- Degenfeld, August Wilhelm Friedrich von (1795–1845), Herr auf dem Eulenhof, Mitherr zu Ehrstädt, Waibstadt, Wagenbach und Unterbiegelhof
- Degenfeld, Carl Gottfried von (1690–1727), Mitherr auf Wagenbach, zu Waibstadt, Unterbiegelhof und Ehrstädt
- Degenfeld, Christoph Eberhard Friedrich von (1737–1792), Herr auf Neuhaus, Mitherr zu Ehrstädt, auf dem Eulenhof, auf dem Unterbiegelhof, zu Waibstadt und zu Wagenbach
- Degenfeld, Christoph Ferdinand I. von (1699–1766), Herr zu Waibstadt, Unterbiegelhof und Ehrstädt
- Degenfeld, Christoph Ferdinand III. Friedrich von (1739–1812), deutscher Adliger
- Degenfeld, Christoph Ferdinand IV. Philipp von (1772–1858), Herr auf Neuhaus, Mitherr zu Ehrstädt, auf dem Eulenhof, auf dem Unterbiegelhof, zu Waibstadt und zu Wagenbach
- Degenfeld, Christoph Friedrich I. von († 1705), Herr auf Neuhaus, auf dem Eulenhof und zu Ehrstädt
- Degenfeld, Christoph Jacob von († 1646), Herr auf Neuhaus und Eulenhof, zu Ehrstädt und Waibstadt
- Degenfeld, Christoph Martin von (1599–1653), Feldherr im Dreißigjährigen Krieg und im Türkenkrieg
- Degenfeld, Christoph von (1535–1604), Obervogt in Göppingen und Blaubeuren, württembergischer Oberstlandhofmeister
- Degenfeld, Christoph Wilhelm Ferdinand von (1776–1831), Grundherr zu Ehrstädt, Waibstadt, Unterbiegelhof und Wagenbach
- Degenfeld, Edmund Reinhard Friedrich Wilhelm Christoph Hektor von (1817–1870), badischer Generalmajor
- Degenfeld, Ferdinand Friedrich I. von (1661–1717), Grundherr zu Ehrstädt, Waibstadt, Unterbiegelhof und Wagenbach
- Degenfeld, Ferdinand von (1629–1710), Krieger im Türkenkrieg, Statthalter der Pfalz
- Degenfeld, Hannibal von (1648–1691), schwäbischer Heerführer in venezianischen Diensten
- Degenfeld, Johann Christoph I. von (1563–1613), Ortsherr von Ehrstädt und Eulenhof, Schlossherr auf Schloss Neuhaus und Mitherr in Hohen-Eybach und zu Dürnau
- Degenfeld, Johann Christoph II. von († 1680), Herr auf Neuhaus und Eulenhof, zu Ehrstädt und Waibstadt
- Degenfeld, Johann Friedrich I. von (1683–1760), Herr auf Neuhaus und Eulenhof
- Degenfeld, Konrad von († 1600), Herr zu Eybach
- Degenfeld, Marie Luise von (1634–1677), Raugräfin zu PfalzMarie Luise von Degenfeld (1634–1677)

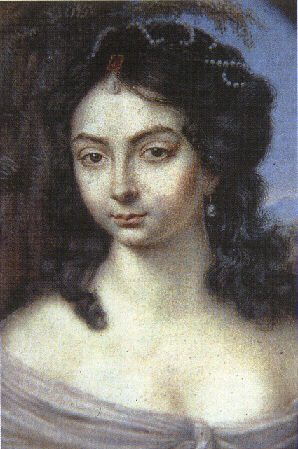
Marie Luise von Degenfeld (1634–1677)

- Degenfeld, Maximilian von (1645–1697), Kurpfälzer Diplomat
- Degenfeld, Philipp August von (1687–1750), Generalleutnant der Hessen-kasselschen Armee, General-Kriegskommissar
- Degenfeld, Reinhard Philipp Friedrich von (1722–1784), Herr auf dem Eulenhof, zu Ehrstädt, Waibstadt und Unterbiegelhof
- Degenfeld, Wilhelm Ferdinand Friedrich von (1757–1819), Herr auf dem Eulenhof, Mitherr zu Ehrstädt, Waibstadt, Wagenbach und Unterbiegelhof
- Degenfeld, Wilhelm Friedrich Eberhard Bernhard von (1778–1855), badischer Generalmajor der Kavallerie
- Degenfeld-Schonburg, August von (1798–1876), österreichischer Feldzeugmeister, Kriegsminister
- Degenfeld-Schonburg, Christoph Martin von (1689–1762), preußischer General, Gesandter sowie wirklicher Staats- und Kriegs-Minister
- Degenfeld-Schonburg, Christoph von (1831–1908), österreich-ungarischer General der Kavallerie, Kommandierender General im Banat und Festungskommandant von Temeswar
- Degenfeld-Schonburg, Ferdinand Christoph Eberhard von (1835–1892), Graf, österreichischer Feldmarschall-Leutnant, Prinzenerzieher im Haus Habsburg
- Degenfeld-Schonburg, Ferdinand Christoph von (1802–1876), Graf, württembergischer Diplomat und Gesandter, Konvertit zum Katholizismus
- Degenfeld-Schonburg, Friedrich Christoph von (1769–1848), kaiserlich österreichischer Generalmajor, Mitglied der kurhessischen Ständeversammlung
- Degenfeld-Schonburg, Friedrich von (1878–1969), deutscher Verwaltungsjurist
- Degenfeld-Schonburg, Götz Christoph von (1806–1895), Graf, württembergischer Offizier und königlicher Adjutant, Konvertit zum Katholizismus
- Degenfeld-Schonburg, Kurt von (1838–1888), württembergischer Landtagsabgeordneter und Fossiliensammler
- Degenhard von Hellenstein († 1307), Bischof von Augsburg
- Degenhard, Bernhard (1905–1991), deutscher Mediziner
- Degenhard, Cord (* 1950), deutscher Politiker (BIW, Bündnis Deutschland), MdBB
- Degenhard, Hugo (1866–1901), deutscher Maler
- Degenhardt, Carl (1876–1950), deutscher Bankmanager, Präsident der Sächsischen Staatsbank
- Degenhardt, Carla (* 1963), argentinisch-österreichische Künstlerin
- Degenhardt, Eric (* 1968), deutscher Industriedesigner
- Degenhardt, Ernst (1877–1950), deutscher Politiker (DDP, CDU), MdBB
- Degenhardt, Eva Marie (* 1953), deutsche Künstlerin
- Degenhardt, Franz Josef (1931–2011), deutscher Liedermacher, Schriftsteller und RechtsanwaltFranz Josef Degenhardt (1931–2011)

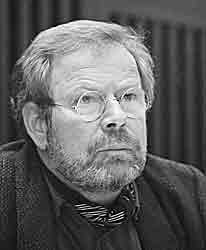
Franz Josef Degenhardt (1931–2011)

- Degenhardt, Gertrude (* 1940), deutsche Künstlerin (Lithografie, Zeichnung)
- Degenhardt, Inge (* 1935), deutsche Germanistin und Filmwissenschaftlerin
- Degenhardt, Jan (* 1962), deutscher Rechtsanwalt und Folk-Sänger
- Degenhardt, Jessica (* 2002), deutsche Rennrodlerin
- Degenhardt, Johannes Joachim (1926–2002), deutscher Kardinal und Erzbischof von Paderborn
- Degenhardt, Jürgen (1930–2014), deutscher Liedtexter, Schauspieler, Regisseur und Buchautor
- Degenhardt, Kai (* 1964), deutscher Liedermacher
- Degenhardt, Karl Friedrich (* 1991), deutscher Jazz- und Improvisationsmusiker (Schlagzeug)
- Degenhardt, Lena (* 1999), deutsche Handballspielerin
- Degenhardt, Sebastian (* 1996), deutscher Schauspieler
- Degenhardt, Sven (* 1962), deutscher Erziehungswissenschaftler
- Degenhart, Bernhard (1907–1999), deutscher Kunsthistoriker
- Degenhart, Christoph (* 1949), deutscher Rechtswissenschaftler
- Degenhart, Elmar (* 1959), deutscher Manager
- Degenhart, Max (1910–1974), deutscher Jurist und Autor
- Degenkolb, Carl (1796–1862), deutscher Unternehmer, Politiker und Sozialreformer
- Degenkolb, David J. (1942–2006), US-amerikanischer Filmtechniker und Autor
- Degenkolb, Gerhard (1892–1954), deutscher Manager in der Kriegsindustrie des Dritten Reichs
- Degenkolb, Heinrich (1832–1909), deutscher Rechtswissenschaftler und Hochschulprofessor
- Degenkolb, John (* 1989), deutscher RadrennfahrerJohn Degenkolb (* 1989)

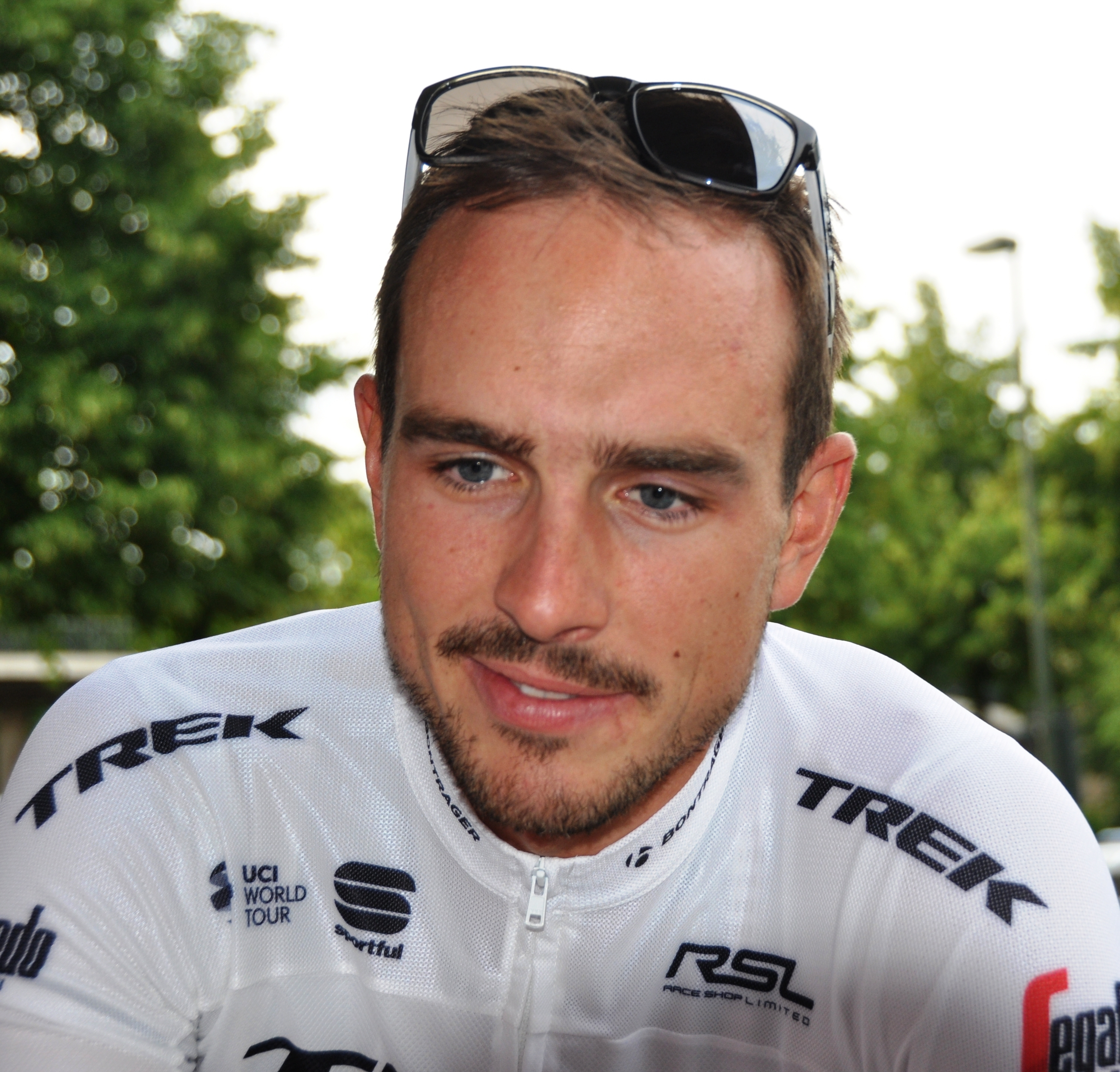
John Degenkolb (* 1989)

- Degenkolb, Karl (1920–1970), deutscher Wirtschaftswissenschaftler und Hochschullehrer
- Degenkolbe, Heinz (* 1937), deutscher Fußballspieler
- Degens, Egon T. (1928–1989), deutscher Geologe
- Degens, Marc (* 1971), deutscher Schriftsteller
- Degenschild, Beatrix von (1916–1965), österreichische Schauspielerin
- Degeorge, Charles (1837–1888), französischer Bildhauer und Medailleur
- Degeorgi, Josef (* 1960), österreichischer Fußballspieler und -trainerJosef Degeorgi (* 1960)

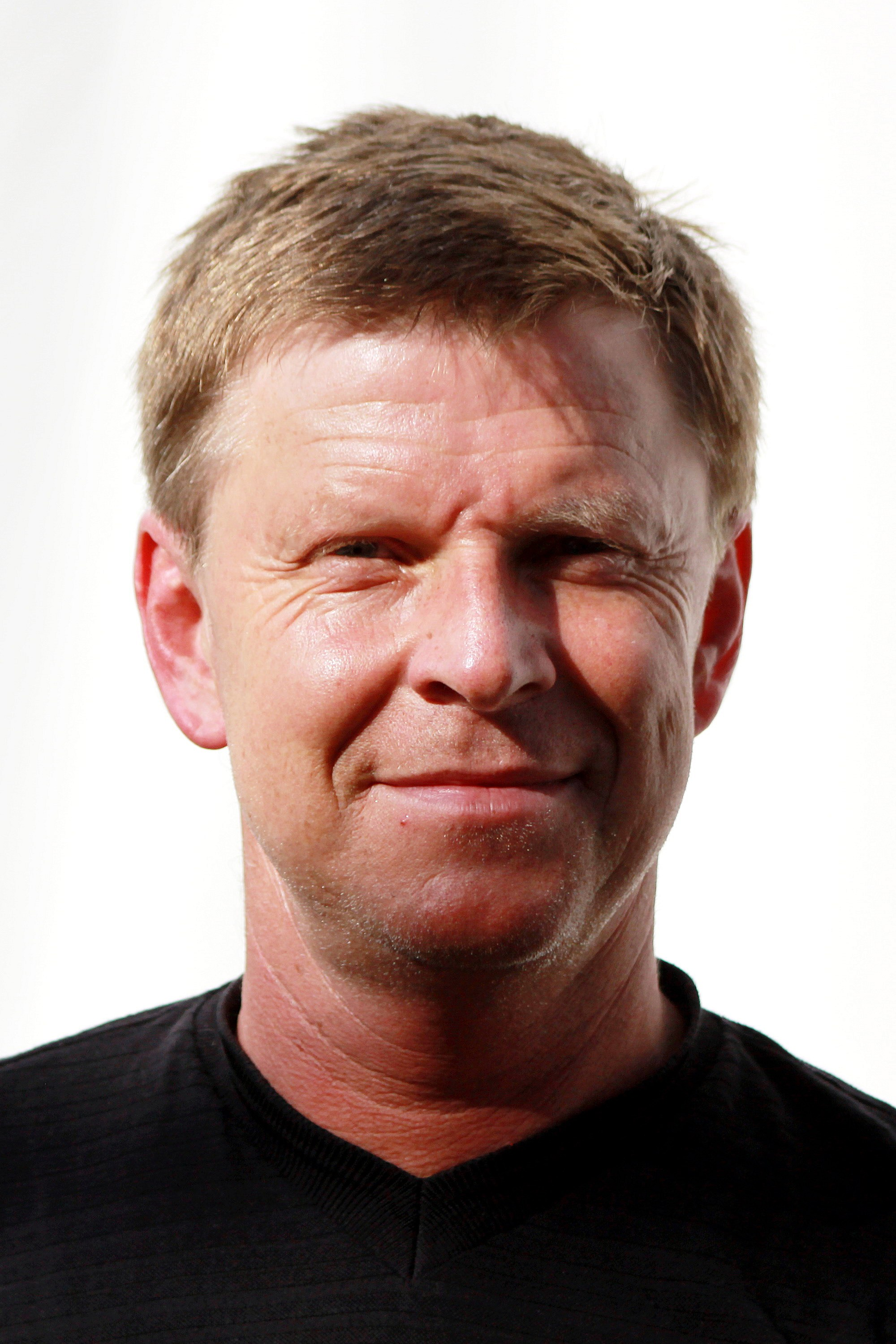
Josef Degeorgi (* 1960)

- Deger, Ernst (1809–1885), deutscher Maler
- Deger-Jalkotzy, Sigrid (* 1940), österreichische Archäologin und Althistorikerin
- Degérando, Joseph Marie (1772–1842), französischer hoher Verwaltungsbeamter und philosophischer Schriftsteller
- Degerbøl, Magnus (1895–1977), dänischer Zoologe
- Degering, Hermann (1866–1942), deutscher Bibliothekar
- Degerlund, Rolf (* 1952), schwedischer Schauspieler
- Degermark, Pia (* 1949), schwedische Schauspielerin
- Degermark, Rudolf (1886–1960), schwedischer Turner
- Degerstedt, Emma (* 1992), US-amerikanische Schauspielerin
- Degetau, Federico (1862–1914), puerto-ricanischer Politiker
- Degethoff, Carolin (* 1992), deutsche Fußballspielerin
- DeGette, Diana (* 1957), US-amerikanische Politikerin der Demokratischen Partei
- Degex, Hubert (1929–2021), französischer Jazz- und Unterhaltungsmusiker (Piano)
- Degeyter, Pierre (1848–1932), französischer Komponist des Arbeiterlieds "Die Internationale"

### Degg
- Deggeller, Kurt (* 1947), Schweizer Musikwissenschaftler, Direktor der Nationalphonothek

### Degh
- Dégh, Linda (1920–2014), ungarische Folkloristin
- Deghali, Salwa Fawzi El-, libysche Rechtswissenschaftlerin und Mitglied des Nationalen Übergangsrates
- Deghelt, Adrien (* 1985), belgischer Hürdenläufer
- Deghelt, Frédérique, französische Schriftstellerin
- Deghenghi, Gottfried (* 1968), italienischer Regisseur, Produzent und Filmemacher

### Degi
- Dégi, Barbara (* 1983), ungarische Volleyballspielerin
- Degibri, Eli (* 1978), israelischer Jazzmusiker (Saxophon, Komposition)
- Deginck, Kaspar von (1614–1680), Ratsherr der Hansestadt Lübeck
- Degineh, Saron (* 2001), deutsche Schauspielerin
- Degineh, Tsegaye (* 1969), äthiopischer Wirtschaftswissenschaftler, Wissenstransferaktivist und Ju-Jitsu-Aktivist
- DeGioia, John J. (* 1957), US-amerikanischer Philosoph, Hochschullehrer und Präsident der Georgetown University
- Degiorgio, Kirk, britischer Musiker, Musikproduzent, Plattenlabenbetreiber und DJ
- Değirmenci, Gökhan (* 1989), türkischer Fußballtorhüter
- Değirmencioğlu, Berkay (* 1993), türkischer Fußballspieler
- Değirmencioğlu, Zeynep (* 1954), türkische Filmschauspielerin
- Degischer, Vilma (1911–1992), österreichische SchauspielerinVilma Degischer (1911–1992)

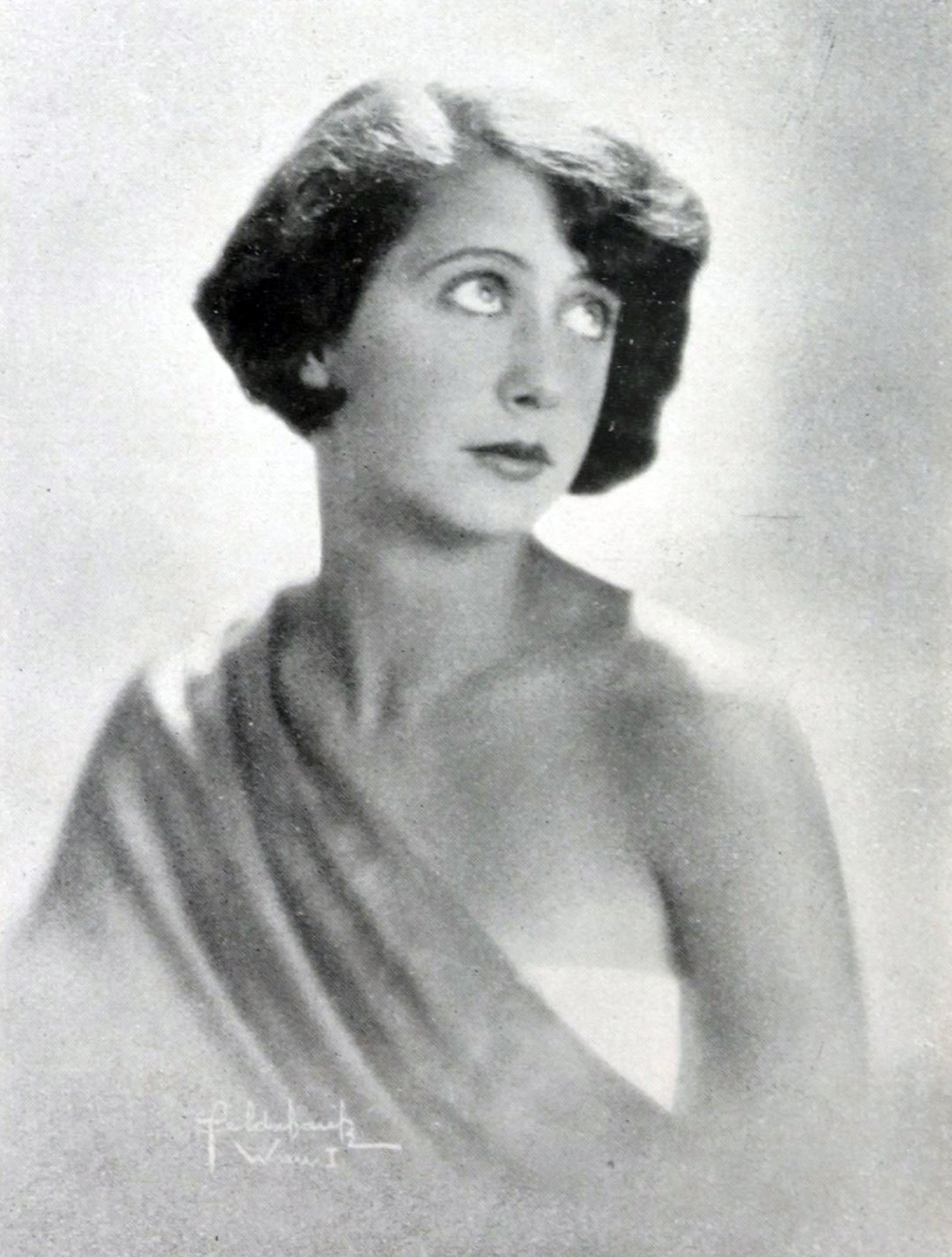
Vilma Degischer (1911–1992)

### Degk
- Degkwitz, Andreas (* 1956), deutscher Kommunikationswissenschaftler und Bibliothekar
- Degkwitz, Hermann (1921–2007), deutscher Grafiker und Journalist
- Degkwitz, Rudolf (1889–1973), deutscher Ordinarius für Kinderheilkunde
- Degkwitz, Rudolf (1920–1990), deutscher Psychiater

### Degl
- Degl, Karel (1896–1951), tschechoslowakischer Kameramann
- Degland, Côme-Damien (1787–1856), französischer Ornithologe
- Deglane, Henri (1902–1975), französischer Ringer
- Degler, Alois (* 1949), deutscher Politiker (Zentrum)
- Degler, Hans (1564–1635), bedeutender Bildhauer der südbayerischen Spätrenaissance und der Frühphase des Barocks
- Degler, Hans-Dieter (* 1950), deutscher Journalist und Unternehmer
- Degler, Johann Sebastian († 1730), deutscher Bildhauer
- Degler, Marion (* 1929), deutsch-österreichische Schauspielerin und Synchronsprecherin
- Degler-Rummel, Gisela (1940–2010), deutsche Illustratorin
- Degler-Spengler, Brigitte (1941–2015), Schweizer Historikerin deutscher Abstammung
- Deglerk, Kurt (1879–1931), deutscher Politiker (DNVP), MdR
- Degli Azzi Vitelleschi, Giustiniano (1874–1960), italienischer Historiker und Archivar
- Degli Espinosa, Francesco (1933–2006), italienischer Filmschaffender
- Degli Esposti, Piera (1938–2021), italienische Schauspielerin und Opernregisseurin
- Déglise, Elisabeth (1931–1999), Schweizer Politikerin (CVP)
- Déglon, Samuel (1801–1872), Schweizer Politiker

### Degn
- Degn, Christian (1909–2004), deutscher Historiker und Geograph
- Degn, Ernst (1904–1990), österreichischer Maler
- Degn, Hertha (1908–2003), deutsche Malerin und Kunsterzieherin
- Degn, Kasper (* 1982), dänischer Eishockeyspieler
- Degn, Knud (1880–1965), dänischer Segler
- Degn, Malene (* 1996), dänische Radrennfahrerin
- Degner, Arthur (1888–1972), deutscher Maler und Grafiker
- Degner, Bettina (* 1958), deutsche Geschichtsdidaktikerin
- Degner, Erich Wolf (1858–1908), deutscher Pädagoge
- Degner, Ernst (1931–1983), deutscher Motorradrennfahrer
- Degner, Friedrich Alfred (1820–1894), deutscher Jurist
- Degner, George (1847–1894), deutsch-amerikanischer Schiffsarzt und Chirurg
- Degner, Gerhard (* 1960), deutscher Polizeipräsident der Polizeidirektion Sachsen-Anhalt Ost
- Degner, Gustav (1892–1978), deutscher Politiker der Kommunistischen Partei Deutschlands (KPD) und der Sozialistischen Einheitspartei Deutschlands (SED), Bezirksbürgermeister von Berlin Prenzlauer-Berg
- Degner, Hasso (* 1924), deutscher Schauspieler und Hörspielsprecher
- Degner, Helmut (1929–1996), österreichischer Schriftsteller und Übersetzer
- Degner, Hermann (1921–2004), Schweizer Schriftsteller
- Degner, Johann Hartmann (1687–1756), deutscher Mediziner
- Degner, Juliane, deutsche Psychologin
- Degner, Karsten (* 1964), deutscher Politiker (DSU), MdV
- Degner, Knut (1950–2012), deutscher Schauspieler, Hörspielsprecher, Regisseur und Journalist
- Degner, Peter (1954–2020), deutscher Event-Manager, Moderator und UnterhaltungskünstlerPeter Degner (1954–2020)

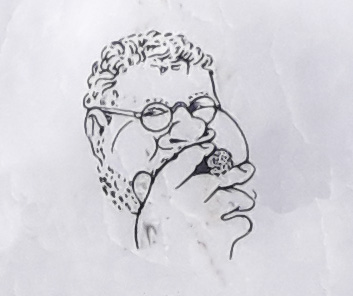
Peter Degner (1954–2020)

- Degner, Uta (* 1973), deutsche Germanistin

### Dego
- Dego († 1018), Benediktinermönch
- Dego, Baruch (* 1981), israelischer Fußballspieler
- Degode, Wilhelm (1862–1931), deutscher Landschaftsmaler und Fotograf
- DeGolian, George (* 1959), US-amerikanischer Filmproduzent, Filmregisseur und Filmschaffender
- Degollado, Santos (1811–1861), mexikanischer Politiker und Militärperson
- Degon, Marvin (* 1983), US-amerikanischer Eishockeyspieler
- Degos, Laurent (* 1945), französischer Mediziner (Hämatologie, Onkologie, Immunologie, Genetik)
- Degos, Robert (1904–1987), französischer Mediziner (Dermatologie)
- Degot, Ekaterina (* 1958), russische Kunsthistorikerin, Kuratorin und Intendantin
- Degottex, Jean (1918–1988), französischer Maler
- Degout, Stéphane (* 1975), französischer Opernsänger der Stimmlage Bariton
- Degoutte, Jean-Marie (1866–1938), französischer General
- Degouve de Nuncques, William (1867–1935), Künstler des belgischen Symbolismus
- DeGovia, Jackson (* 1941), US-amerikanischer Filmarchitekt
- Degowski, Dieter (* 1956), deutscher Geiselnehmer, Mörder und Bankräuber

### Degr
- DeGrado, William F. (* 1955), US-amerikanischer Chemiker
- Degraeve, Jean-Marc (* 1971), französischer Schachgroßmeister
- Degraeveleyn, Léopold (1928–2008), belgischer Radrennfahrer
- deGraffenried, Edward (1899–1974), US-amerikanischer Soldat, Rechtsanwalt und Politiker
- DeGraft-Johnson, John Coleman (1919–1977), ghanaischer Schriftsteller, Historiker, Ökonom, Philosoph, Diplomat
- DeGraft-Johnson, Joseph W. S. (1933–1999), ghanaischer Politiker, Vizepräsident von Ghana (1979–1981)
- Degraine, Yvonne (1899–1985), französische Schwimmerin
- DeGrandis, Joey (* 1969), US-amerikanischer Boxer
- Degrassi, Attilio (1887–1969), italienischer Althistoriker und Epigraphiker
- DeGrasso, Jimmy (* 1963), US-amerikanischer Schlagzeuger
- DeGraw, Gavin (* 1977), US-amerikanischer Rocksänger
- DeGrazia, Angie, US-amerikanische Schauspielerin
- Degré, Alajos (1819–1896), ungarischer Schriftsteller und Politiker
- Degré, Tippi (* 1990), französische AutorinTippi Degré (* 1990)

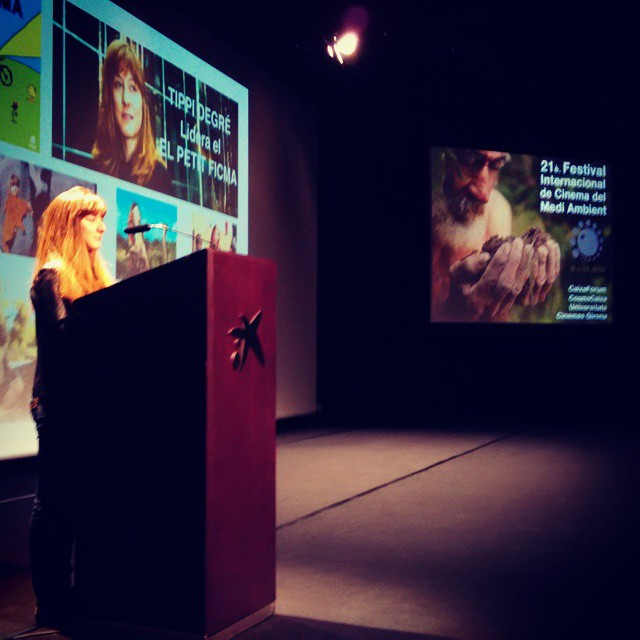
Tippi Degré (* 1990)

- Degreef, Tristan (* 2005), belgischer Fußballspieler
- Degreese, österreichische Musikerin
- DeGreg, Phil, US-amerikanischer Jazzpianist und Hochschullehrer
- Degrelle, Léon (1906–1994), belgischer Rexist und Offizier der Waffen-SSLéon Degrelle (1906–1994)

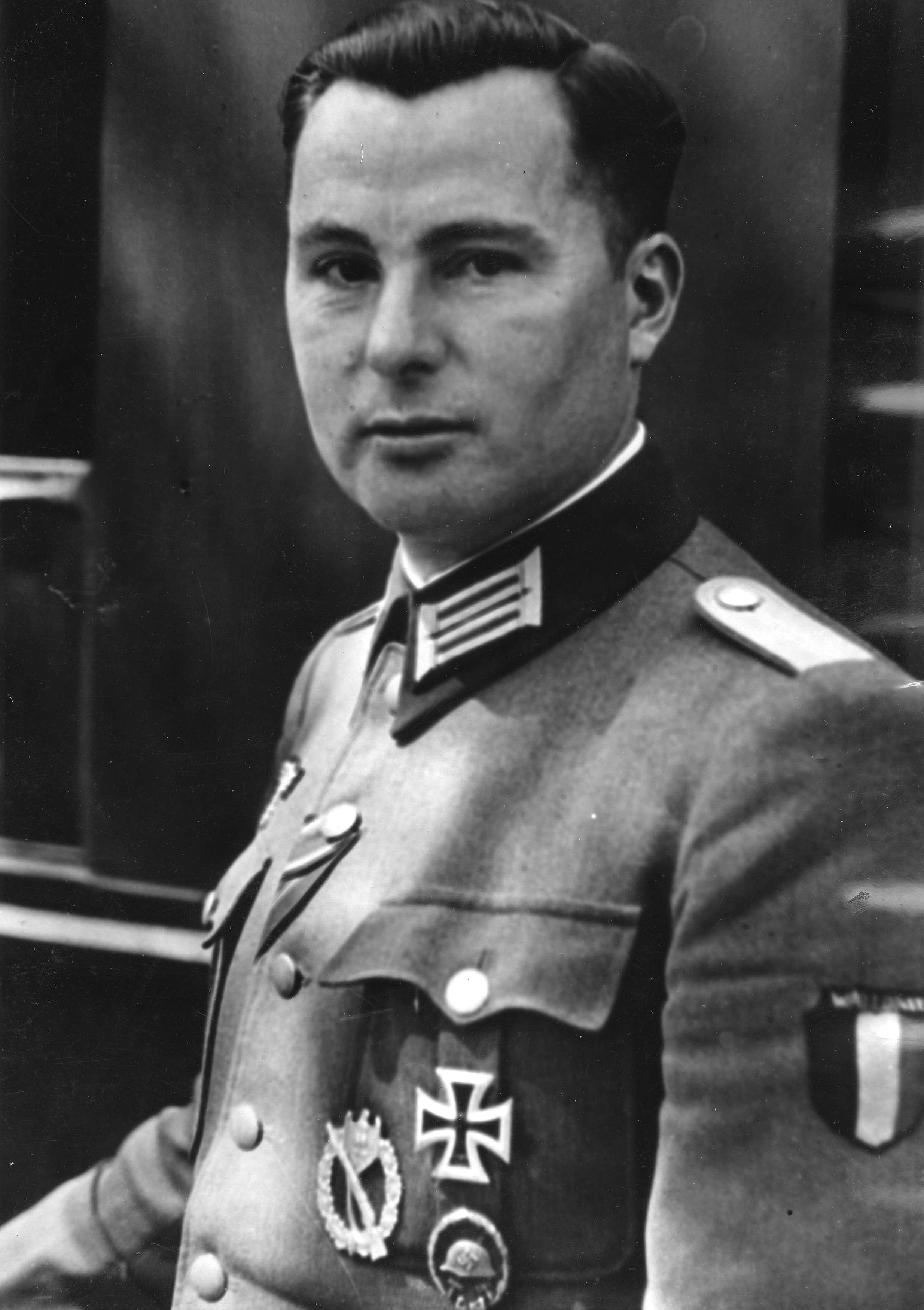
Léon Degrelle (1906–1994)

- Degrelle, Maurice (1901–1987), französischer Sprinter
- Degrendele, Nicky (* 1996), belgische Radsportlerin
- DeGroff, Dale (* 1948), US-amerikanischer Barkeeper, Sachbuchautor und Berater der Bar- und Spirituosenbranche
- deGrom, Jacob (* 1988), US-amerikanischer Baseballspieler
- DeGrood, Donald Edward (* 1965), US-amerikanischer Geistlicher und römisch-katholischer Bischof von Sioux Falls
- DeGroot, Dudley (1899–1970), US-amerikanischer Rugby-Unionspieler, American-Football-Spieler und -Trainer
- Degros, Aglaée (* 1972), belgische Architektin und Stadtplanerin
- DeGruttola, Danielle (* 1968), amerikanische Improvisationsmusikerin (Cello) und Komponistin
- Degruttola, Raffaello (* 1972), britischer Schauspieler
- Degryse, Marc (* 1965), belgischer Fußballspieler

### Degt
- Degtjar, Alexander Trifonowitsch (1908–1981), sowjetischer Schauspieler
- Degtjarjow, Alexander Wladimirowitsch (* 1955), sowjetischer Kanute
- Degtjarjow, Wassili Alexejewitsch (1880–1949), russischer Waffenkonstrukteur

### Degu
- Deguchi, Christa (* 1995), kanadische Judoka
- Deguchi, Nao (1837–1918), japanische Religionsstifterin
- Deguchi, Onisaburō (1871–1948), Mitbegründer der Ōmoto-Religion
- Deguefu, Fikru (* 1937), äthiopischer Langstreckenläufer
- Degueldre, Roger (1925–1962), französischer Kommandeur von Terror-Einheiten der Untergrundorganisation OAS
- Deguelt, François (1932–2014), französischer Chansonsänger
- DeGuere, Philip (1944–2005), US-amerikanischer Drehbuchautor
- DeGuerin, Dick (* 1941), amerikanischer Strafverteidiger
- Degunda, Luca (* 1978), Schweizer Künstler
- Degutienė, Irena (* 1949), litauische Politikerin und Premierministerin
- Degutis, Arūnas (* 1958), litauischer Politiker, Mitglied des Seimas, MdEP
- Degutis, Ričardas (* 1966), litauischer Diplomat
- Deguy, Michel (1930–2022), französischer Dichter, Essayist, Übersetzer und Philosoph

### Degv
- Degville, Martin (* 1961), britischer Sänger und SongschreiberMartin Degville (* 1961)

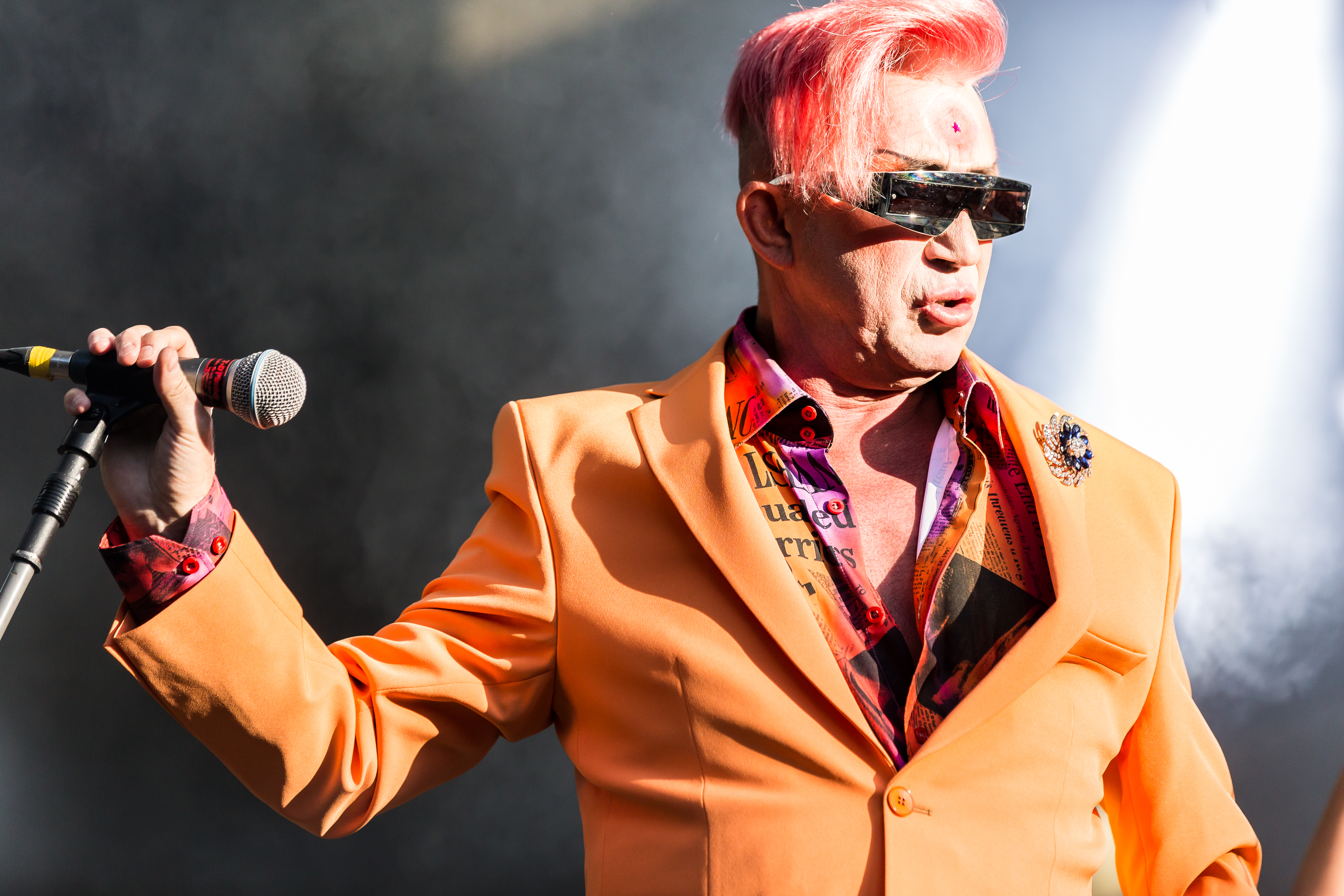
Martin Degville (* 1961)

### Degy
- Degy, Gaston (1890–1964), französischer Radrennfahrer